# Marcos Paz (município)
Marcos Paz é um partido (município) da província de Buenos Aires, na Argentina. Possuía, de acordo com estimativa de 2019, 65.329 habitantes.